# Mocsári kenguru
A mocsári kenguru, más néven mocsári wallabia (Wallabia bicolor) a kúszóerszényes-alakúak rendjébe, ezen belül a valódi kenguruk családjába tartozó közép termetű kengurufaj (wallaby).
Testének bizonyos anatómiai eltérései, valamint genetikai és biológiai vizsgálatok miatt, nem a többi wallaby fajjal közös nemzetségbe, a Macropus nembe sorolják, hanem egymaga alkotja a Wallabia nemet.

## Előfordulása

### Elterjedése
A mocsári kenguru Ausztrália keleti és délkeleti részén él, Queensland keleti részétől, Victoria államig és Dél-Ausztrália állam keleti részéig.

### Élőhelye
Nevével ellentétben elsősorban nem mocsarakban és mangrove erdőkben él, hanem erdők és nyitott füves területek lakója.

## Megjelenése
A mocsári kengurut könnyű felismerni hosszú szőrzetéről, melynek csak e fajra jellemző színezete van. Háta és feje rozsdabarna, hasa narancssárgás, pofáján gyakran fekete foltok vannak. Jellegzetessége a pofáján keresztül húzódó fehér sáv, mely a szájától a füléig tart. Mint minden kenguru fajnál, itt is megtalálható a hosszú, erős farok, az erőteljes hátsó lábak és a rövid mellső lábak.
Testhossza 64-86 centiméter, súlya 10-20 kilogramm. A hímek lényegesen nagyobbak, mint a nőstények.

## Életmódja
A mocsári kenguru alapvetően éjszaka aktív faj. Többnyire magányosan él.
Territóriumot alakít ki, ahonnan igyekszik az összes behatoló fajtársát elűzni. Egy-egy jobb táplálékellátottságú területen alkalmilag több egyed is előfordulhat, de ez inkább kivételnek számít.
Többnyire mélyen lehajtott fejjel ugrál lassan. Mint minden kenguru ez is növényevő faj, füvekkel, levelekkel és fakéreggel táplálkozik.

## Szaporodása
A nőstényeknek előrenyíló mély erszénye van, melyben négy csecsbimbó található.
33-38 napnyi vemhességi idő után többnyire egy utódot hoz a világra. A nőstény 3-7 nappal az ellés után újra kész a párosodásra. Az embrió ezután beágyazódik a méhbe, de fejlődése abbamarad. Csak azután indul újra fejlődésnek, ha az előző kölyök már elhagyta az erszényt és önállóvá vált vagy ha elpusztult.
Ezzel a szaporodási móddal elérték, hogy minden nyolcadik hónapban fel tudjanak nevelni egy kölyköt. A fiatal kenguruk nyolc és kilenc hónapos koruk között hagyják el az erszényt és 15 hónapos korukra ivarérettnek számítanak. Maximális élettartamuk 15 év.

## Természetvédelmi helyzete
Annak ellenére, hogy élőhelyein érezhető az emberi beavatkozások hatása a mocsári kenguruk még mindig széles körben elterjedtek és helyenként igen gyakorinak számítanak. Nem sorolják a veszélyeztetett fajok közé.

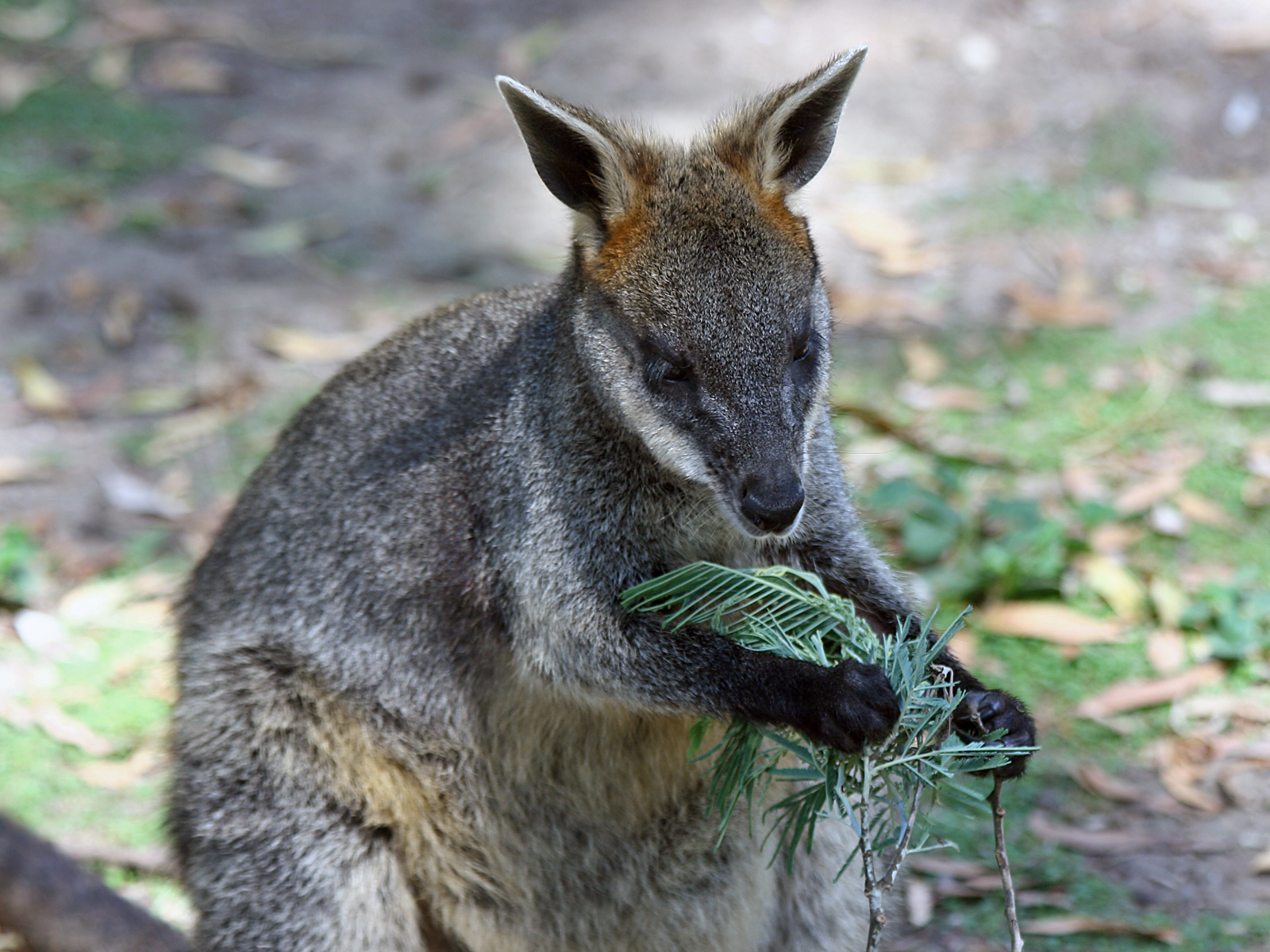
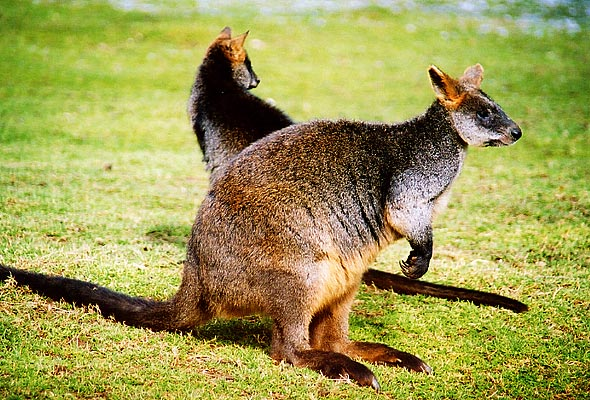
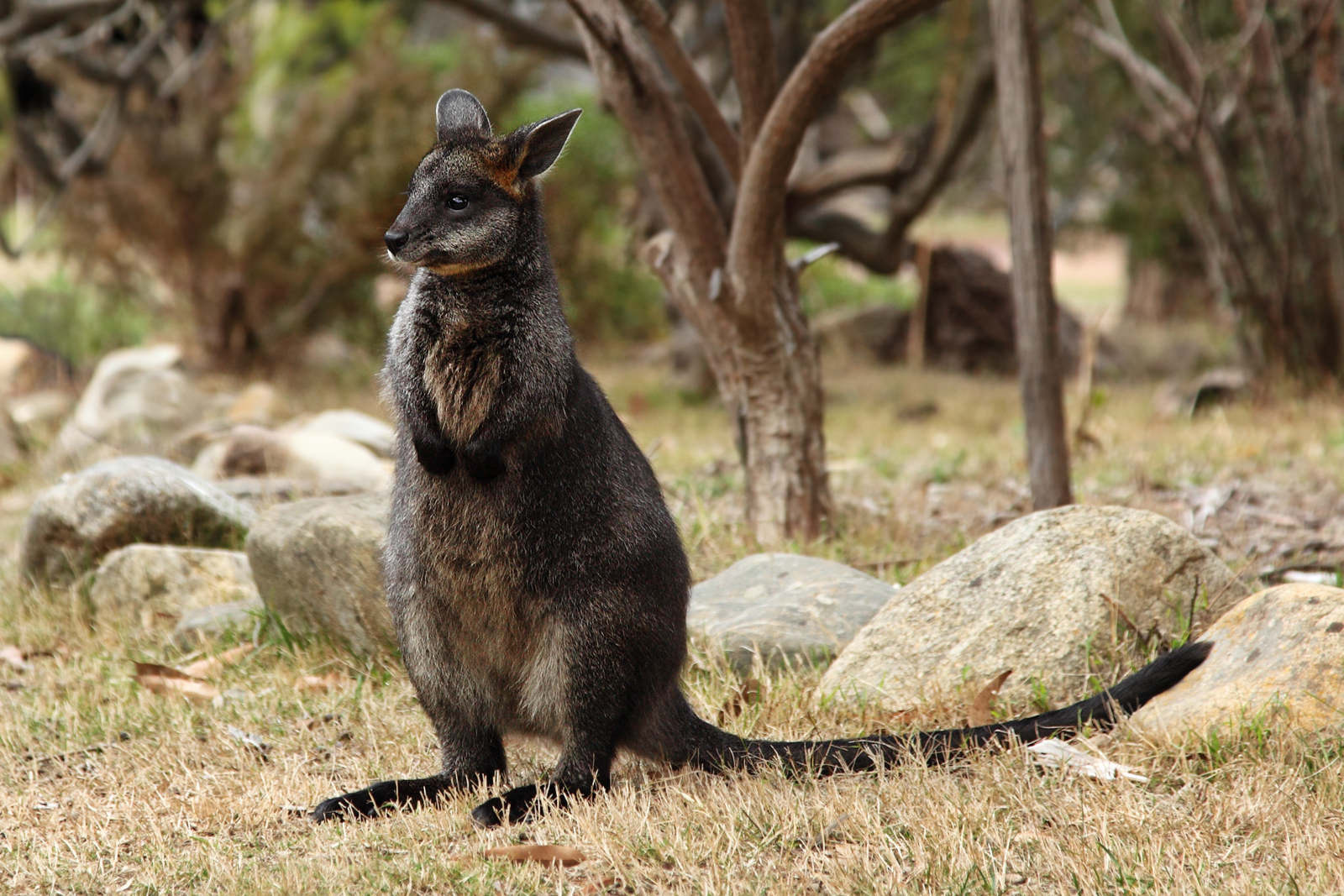

## Külső hivatkozások
- A faj szerepel a Természetvédelmi Világszövetség Vörös Listáján. IUCN. (Hozzáférés: 2011. július 7.)